# Овчинников, Максим Юрьевич
Макси́м Ю́рьевич Овчи́нников (род. 16 февраля 1981, Киров) — российский хоккеист, нападающий, тренер.

## Биография
Начал заниматься хоккеем в Кирова у тренера Алексея Макарова. В 16 лет переехал в Нижний Новгород, где занимался под руководством Анатолия Водопьянова и Сергея Тюляпкина. В сезоне 1997/98 дебютировал в Открытом чемпионате России в составе второй команды «Торпедо». С сезона 1999/2000 стал выступать в Суперлиге за «Торпедо». В следующем сезоне Овчинникова позвали в «Ак Барс», но после поражения команды в первом круге плей-офф он вернулся в «Торпедо». Перед сезоном 2005/06 был приглашён Николай Соловьёв в петербургский СКА, но, сыграв 12 матчей, вновь вернулся в «Торпедо», игравшее в первой лиге. В следующем сезоне перешёл в клуб Суперлиги хабаровский «Амур». Сезоны 2008/09 — 2009/10 провёл в командах высшей лиги «Дмитров» и «Саров». В середине декабря 2010 года заключил контракт с «Торпедо» из КХЛ, но уже в конце января 2011 после расторжения контракта вернулся в «Саров». Сезон 2012/13 должен был начать в «Буране», но оказался в казахстанском клубе «Казцинк-Торпедо». Завершил карьеру в следующем сезоне, проведя 4 матча за «Липецк».
В сезонах 2014/15 — 2018/19 — главный тренер команды 2002 года рождения ярославского «Локомотива», по сезон 2019/20 — тренер клуба МХЛ «Локо», в июле 2020 был назначен тренером нападающих клуба «Торпедо-Горький», в сезоне 2020/21 — тренер «Чайки» НН, с сезона 2021/22 — тренер тольяттинской «Лады». С 7 ноября 2023 года — главный тренер клуба «Ирбис».